# Ралф Джеймс Вікел
Ралф Джеймс Вікел (англ. Ralph James Wickel; 28 листопада 1921 — 26 квітня 2001) — колишній американський тенісист.

## Військові почесті та нагороди
Основні нагороди Вікела:
| Медаль «За Американську кампанію» | Медаль «За Європейсько-Африкансько-Близькосхідну кампанію» | Медаль за відмінну поведінку (США) |
| --------------------------------- | ---------------------------------------------------------- | ---------------------------------- |
|                                   |                                                            |                                    |
|                                   |                                                            |                                    |